# Schachbundesliga 1995/96 (Frauen)
Die Saison 1995/96 war die fünfte Spielzeit der Schachbundesliga der Frauen. Aus der 2. Bundesliga waren der SV 1920 Hofheim, OTG Gera und der SK Zehlendorf aufgestiegen, allerdings zog Zehlendorf die Mannschaft vor der ersten Runde aus der Bundesliga zurück und stand damit als erster Absteiger fest.
Die beiden übrigen Abstiegsplätze belegten OTG Gera und die Spielvereinigung Leipzig 1899, da allerdings die SG Bochum 31 nach der Saison ebenfalls den Rückzug aus der Bundesliga erklärte, blieb Gera in der Bundesliga.
Die Elberfelder Schachgesellschaft 1851 gewann sämtliche Wettkämpfe und wurde damit mit einem Vorsprung von 7 Punkten deutscher Meister.
Zu den gemeldeten Mannschaftskadern der teilnehmenden Vereine siehe Mannschaftskader der deutschen Schachbundesliga 1995/96 (Frauen).

## Abschlusstabelle
|     | Verein                              | Sp | G  | U | V | MP   | Brett-P.  |
| --- | ----------------------------------- | -- | -- | - | - | ---- | --------- |
| 1.  | Elberfelder Schachgesellschaft 1851 | 10 | 10 | 0 | 0 | 20:0 | 42,5:17,5 |
| 2.  | USV Halle                           | 10 | 6  | 1 | 3 | 13:7 | 34,5:25,5 |
| 3.  | Dresdner SC (M)                     | 10 | 6  | 0 | 4 | 12:8 | 33,5:26,5 |
| 4.  | SG Bochum 31                        | 10 | 5  | 2 | 3 | 12:8 | 33,0:27,0 |
| 5.  | SC Leipzig-Gohlis                   | 11 | 5  | 2 | 3 | 12:8 | 30,5:29,5 |
| 6.  | Rodewischer Schachmiezen            | 10 | 4  | 1 | 5 | 9:11 | 31,5:28,5 |
| 7.  | SV 1920 Hofheim (N)                 | 10 | 4  | 1 | 5 | 9:11 | 25,0:35,0 |
| 8.  | Rotation Berlin                     | 10 | 3  | 2 | 5 | 8:12 | 29,0:31,0 |
| 9.  | Krefelder Schachklub Turm 1851      | 10 | 2  | 3 | 5 | 7:13 | 26,0:34,0 |
| 10. | OTG Gera (N)                        | 10 | 1  | 2 | 7 | 4:16 | 23,5:36,5 |
| 11. | Spielvereinigung Leipzig 1899       | 10 | 1  | 2 | 7 | 4:16 | 21,0:39,0 |
| 12. | SK Zehlendorf (N)                   | 0  | 0  | 0 | 0 | 0:0  | 0,0:0,0   |

## Entscheidungen
|     | Deutscher Meister: Elberfelder Schachgesellschaft 1851                                                                     |
|     | Abstieg in die 2. Bundesliga der Frauen: SG Bochum 31 (freiwilliger Rückzug), Spielvereinigung Leipzig 1899, SK Zehlendorf |
| (M) | Meister der letzten Saison                                                                                                 |
| (N) | Aufsteiger der letzten Saison                                                                                              |

## Kreuztabelle
| Ergebnisse | Ergebnisse                          | 1. | 2. | 3. | 4. | 5. | 6. | 7. | 8. | 9. | 10. | 11. | 12. |
| ---------- | ----------------------------------- | -- | -- | -- | -- | -- | -- | -- | -- | -- | --- | --- | --- |
| 1.         | Elberfelder Schachgesellschaft 1851 |    | 4  | 3½ | 3½ | 6  | 3½ | 5  | 3½ | 4  | 4   | 5½  |     |
| 2.         | USV Halle                           | 2  |    | 2½ | 3  | 2  | 4  | 4½ | 4½ | 5  | 3½  | 3½  |     |
| 3.         | Dresdner SC                         | 2½ | 3½ |    | 4½ | 4  | 2  | 2  | 1½ | 5  | 3½  | 5   |     |
| 4.         | SG Bochum 31                        | 2½ | 3  | 1½ |    | 4  | 3½ | 4½ | 2½ | 3  | 4½  | 4   |     |
| 5.         | SC Leipzig-Gohlis                   | 0  | 4  | 2  | 2  |    | 3  | 3  | 4½ | 4  | 4½  | 3½  |     |
| 6.         | Rodewischer Schachmiezen            | 2½ | 2  | 4  | 2½ | 3  |    | 2½ | 3½ | 2  | 4½  | 5   |     |
| 7.         | SV 1920 Hofheim                     | 1  | 1½ | 4  | 1½ | 3  | 3½ |    | 1½ | 3½ | 3½  | 2   |     |
| 8.         | Rotation Berlin                     | 2½ | 1½ | 4½ | 3½ | 1½ | 2½ | 4½ |    | 3  | 2½  | 3   |     |
| 9.         | Krefelder Schachklub Turm 1851      | 2  | 1  | 1  | 3  | 2  | 4  | 2½ | 3  |    | 3   | 4½  |     |
| 10.        | OTG Gera                            | 2  | 2½ | 2½ | 1½ | 1½ | 1½ | 2½ | 3½ | 3  |     | 3   |     |
| 11.        | Spielvereinigung Leipzig 1899       | ½  | 2½ | 1  | 2  | 2½ | 1  | 4  | 3  | 1½ | 3   |     |     |
| 12.        | SK Zehlendorf                       |    |    |    |    |    |    |    |    |    |     |     |     |

## Die Meistermannschaft
| 1.            | Elberfelder Schachgesellschaft 1851 |
| Schachfiguren | Nataša Bojković, Margarita Wojska, Barbara Hund, Marina Olbrich, Gisela Fischdick, Vera Medunova, Silke Schubert, Elfi Janus, Claudia Schwarz. |